# Кекелидзе, Нодар Проклевич
Нодар Проклевич Кекелидзе (груз. ნოდარ პროკლეევიჩ კეკელიძე; 1930—2019) — советский и грузинский учёный в области экспериментальной физики, доктор физико-математических наук (1977), профессор (1988), академик АН Грузии (2018). Заслуженный деятель науки Грузинской ССР (1985).

## Биография
Родился 8 сентября 1930 года в Тбилиси.
С 1952 по 1955 год обучался на физико-математическом факультете Тбилисского государственного университета. В 1961 году закончил аспирантуру Физического института имени П. Н. Лебедева АН СССР, в 1971 году закончил докторантуру в Институте физики полупроводников СО АН СССР. 
С 1961 года на научно-исследовательской и педагогической работе в Тбилисском государственном университете: с 1961 по 1966 год — руководитель проблемной лаборатории физики полупроводников, с 1966 по 1973 год — заведующий проблемной лаборатории физической кибернетики, с 1984 по 1985 год — проректор по научной работе этого университета, с 1985 по 1988 год — заведующий лаборатории материаловедения полупроводников, с 1988 по 2006 год — заведующий кафедрой сверхпроводников и полупроводниковых материалов.
С 2009 год на педагогической работе в Грузинском техническом университете в качестве профессора кафедры информатики и систем управления. Одновременно с 2009 по 2019 год был организатором и первым директором Института материаловедения при ТбГУ, одновременно с 2010 по 2019 год — заведующий лаборатории полупроводников материаловедения Института металлургии и материаловедения имени Ф. Тавадзе Академии наук Грузии. Помимо основной деятельности являлся приглашённым преподавателем в ведущих учебных заведениях мира в том числе в Колледже Вильгельма и Марии и Университете Кристофера Ньюпорта в США, в Йенском университете имени Фридриха Шиллера в Германии, в Университете Гакусюина в Японии

### Научно-педагогическая деятельность и вклад в науку
Основная научно-педагогическая деятельность Н. П. Кекелидзе была связана с вопросами в области  экспериментальной физики, занимался исследованиями в области изучения радиационных явлений в полупроводниках, занимался вопросами разработки физической основы создания датчиков определяющих уровня кислорода, жидкого гелия, азота и водорода. Н. П. Кекелидзе являлся инициатором проведения Первой Международной конференции по радиационной физике полупроводников и связанных с ними материалов (1979). Н. П. Кекелидзе являлся соавтором первого в Советском Союзе учебника для высших учебных заведений по вопросам радиационной физики (1988).
В 1961 году защитил кандидатскую диссертацию по теме: «Раздельное определение концентраций доноров и акцептов в германии и кремнии и изучение некоторых электрофизических свойств этих полупроводников при низких температурах», в 1977 году защитил докторскую диссертацию на соискание учёной степени доктор физико-математических наук по теме: «Физические явления в твердых растворах JnPxAsi-x». В 1988 году ВАК СССР ему было присвоено учёное звание профессор. В 2018 году был избран действительным членом  АН Грузии.  Н. П. Кекелидзе было написано более трёхсот пятидесяти научных работ, в том числе монографий и двадцати четырёх свидетельств на изобретения, его работы публиковались в ведущих научных журналах мира. Он подготовил более двадцати двух кандидатов и докторов наук.

## Основные труды
- Раздельное определение концентраций доноров и акцептов в германии и кремнии и изучение некоторых электрофизических свойств этих полупроводников при низких температурах / Акад. наук СССР. Физ. ин-т им. П. Н. Лебедева. Тбилис. гос. ун-т. - Москва : 1961. - 77 с
- Физические явления в твердых растворах JnPxAsi-x / Ин-т физики полупроводников Сиб. отд-ния АН СССР. - Новосибирск:  1977. - 38 с[4]

## Награды, звания и премии
- Медаль «За трудовую доблесть» (1970)
- Заслуженного деятеля науки Грузинской ССР (1985)
- Премия П. Меликишвили АН Грузинской ССР (1990)[3][2]